# مادلین زیما
مادلین رز زیما (به انگلیسی: Madeline Rose Zima) (زاده ۱۹۸۵) بازیگر آمریکایی است.
وی بیشتر به خاطر بازی در فیلم‌های داستان سیندرلا، آهنگ عشق من، تا تو بودی، دستی که گهواره، وی‌اچ‌یس، و سریال‌هایکالیفرنیکیشن و قهرمان‌ها شهرت دارد.